# Casa Mestres
La casa Mestre és un habitatge al municipi de Vallirana (Baix Llobregat) inclòs a l'Inventari del Patrimoni Arquitectònic de Catalunya. L'edifici fou construït a finals del segle xx. Era habitatge d'estiueig, però va ser abandonat a partir del segon quart de segle. Ha estat restaurada i passà a ser el Casal dels Joves del poble. Edificació en cantonada i de planta quadrada. Consta de planta baixa i pis, amb un petit cos simulant una torre (amb obertura i coberta a dues vessants) damunt de la coberta i un jardí a l'oest. Les tres façanes de l'edifici tenen obertures amb arc conopial a la planta baixa i allindades amb trencaaigües conopials al pis. La façana oest té esgrafiats entre els buits del pis. Presenta barbacana de fusta, coberta a dos vessants amb teula ceràmica, tanca del jardí d'obra, forja i dues hídries.